# Polyoxietylen(40)stearat
Polyoxietylen(40)stearat är en livsmedelstillsats med nummer E 431. Det är ett emulgerings-, stabiliserings-, förtjocknings- och geleringsmedel som enbart får användas i vissa viner. Ämnet framställs syntetiskt genom en reaktion mellan etylenoxid och stearinsyra. Stearinsyra är en fettsyra som kan komma från djur.
Polyoxietylen(40)stearat har en vaxliknande konsistens i rumstemperatur med en gräddliknande färg. Smältpunkten är mellan 39 och 44 °C.